# Конти, Витольд
Витольд Конти (пол. Witold Conti; настоящая фамилия — Витольд Конрад Козиковский; 2 февраля 1908, Берлин — 25 мая 1944, Ницца) — польский киноактер и певец.

## Биография
Родился в Берлине. В 1920 году вместе с родителями вернулся в Польшу. После окончания школы, поступил на юридическое отделение познанского университета. Затем уехал в Париж для продолжения образования, но отказался от изучения права и поступил в консерваторию по классу скрипки и вокала. В Париже он познакомился с актером, театральным режиссёром и директором театра и секретарем актрисы Полы Негри — Леопольдом Бродзинским, который помог ему с дебютом в кинематографе.
В. Конти быстро завоевал популярность у публики и в конце 1930-х годов был на пике успеха и славы. Имел репутацию одного из самых красивых кинематографических героев-любовников. Одновременно со съемками в фильмах, Конти пел в кабаре и ревю Варшавы.
В связи с началом второй мировой войны в сентябре 1939 года Конти с семьей переехал в Вильно, где выступал в одном из польских театров. Позже перебрался во Францию и поселился в Ницце, где и погиб в 1944 во время бомбардировки.

## Фильмография
- 1930 — Янко-музыкант / Janko Muzykant — Янко-музыкант
- 1932 — Буря над Закопане / Der Bergführer von Zakopane
- 1932 — Год 1914 / Rok 1914 — Ежи Мирский
- 1932 — Голос пустыни / Głos pustyni — сержант Тарновский
- 1933 — Каждому можно любить / Każdemu wolno kochać — певец кабаре-дуэта
- 1933 — Улан и девушка  / Soldier and Girl
- 1934 — Обеты уланские / Śluby ułańskie — Майор Ян Заленский
- 1936 — Страшный двор / Straszny dwór — Стефан
- 1936 — Маленький моряк / Mały marynarz — поручик Котович
- 1937 — Улан князя Юзефа / Ułan Księcia Józefa — поручник Анджей Задора.